# بوغدان باربو (لاعب كرة قدم)
بوغدان باربو (بالرومانية: Bogdan Barbu)‏ هو لاعب كرة قدم روماني في مركز الوسط، ولد في 13 أبريل 1992 في بوخارست في رومانيا. لعب مع جامعة كلوج وستيودينتيسك بوخارست.

## وصلات خارجية
- بوغدان باربو (لاعب كرة قدم) على موقع قاعدة بيانات كرة القدم.إي يو (الإنجليزية)
- بوغدان باربو (لاعب كرة قدم) على موقع Soccerway.com (الإنجليزية)